# Anisothecium paludella
Anisothecium paludella là một loài rêu trong họ Dicranaceae. Loài này được Besch. Broth. mô tả khoa học đầu tiên năm 1924.